# Vitalija Tuomaitė
Vitalija Tuomaitė  (nacida el 22 de noviembre de 1964 en Žeimelis y fallecida el 8 de agosto de 2007 en Vilnius) fue una jugadora de baloncesto lituana. Consiguió 3 medallas en competiciones oficiales con la URSS.